# Olympische Geschichte Vanuatus
| Gelbes Symbol für Goldmedaillen mit stilisierten Olympischen Ringen | Graues Symbol für Silbermedaillen mit stilisierten Olympischen Ringen | Braundes Symbol für Bronzemedaillen mit stilisierten Olympischen Ringen |
| ------------------------------------------------------------------- | --------------------------------------------------------------------- | ----------------------------------------------------------------------- |
| —                                                                   | —                                                                     | —                                                                       |

Vanuatu, dessen NOK, das Vanuatu National Olympic Committee, 1987 gegründet wurde, nimmt seit 1988 an Olympischen Sommerspielen teil. An Winterspielen nahm bislang kein Athlet Vanuatus teil. Jugendliche Athleten wurden zu beiden bislang ausgetragenen Jugend-Sommerspielen geschickt.
Medaillen konnten die Athleten der Pazifikinseln bisher nicht gewinnen.

## Allgemeine Übersicht

### Olympische Spiele
Die erste Olympiamannschaft Vanuatus bestand 1988 in Seoul aus Leichtathleten und einem Boxer. Bei den folgenden Sommerspielen nahmen vanuatuische Athleten in den Sportarten Bogenschießen (ab 2000), Tischtennis (ab 2008), Judo (ab 2012) und Rudern (ab 2016) teil.
Der Boxer James Iahuat war am 19. September 1988 der erste Olympionike des Inselstaates. Fünf Tage später nahm mit der Sprinterin Olivette Daruhi die erste Frau Vanuatus an Olympischen Spielen teil.
Bei den Sommerspielen in Paris 2024 wurde Vanuatu erstmals auch in den Sportarten Gewichtheben und Schwimmen vertreten.

### Olympische Jugendspiele
Mit 22 Jugendlichen nahm Vanuatu an den Jugend-Sommerspielen 2010 in Singapur teil. 18 Jungen und vier Mädchen traten in den Sportarten Fußball und Basketball an. 
2014 in Nanjing nahmen 21 jugendliche Athleten, 19 Jungen und zwei Mädchen, teil. Sie traten im Fußball, Beach-Volleyball und in der Leichtathletik an. 

## Übersicht der Teilnahmen

### Sommerspiele
| Jahr      | Athleten           | Athleten           | Athleten           | Sportarten         | Sportarten         | Sportarten         | Sportarten         | Sportarten         | Sportarten         | Sportarten         | Sportarten         | Medaillen          | Medaillen          | Medaillen          | Medaillen          | Rang               |
| Jahr      | Gesamt             |                    |                    |                    |                    |                    |                    |                    |                    |                    |                    |                    |                    |                    | Medaillen – Gesamt | Rang               |
| --------- | ------------------ | ------------------ | ------------------ | ------------------ | ------------------ | ------------------ | ------------------ | ------------------ | ------------------ | ------------------ | ------------------ | ------------------ | ------------------ | ------------------ | ------------------ | ------------------ |
| 1896–1984 | nicht teilgenommen | nicht teilgenommen | nicht teilgenommen | nicht teilgenommen | nicht teilgenommen | nicht teilgenommen | nicht teilgenommen | nicht teilgenommen | nicht teilgenommen | nicht teilgenommen | nicht teilgenommen | nicht teilgenommen | nicht teilgenommen | nicht teilgenommen | nicht teilgenommen | nicht teilgenommen |
| 1988      | 4                  | 3                  | 1                  |                    | 1                  |                    |                    | 3                  |                    |                    |                    |                    |                    |                    |                    |                    |
| 1992      | 6                  | 4                  | 2                  |                    |                    |                    |                    | 6                  |                    |                    |                    |                    |                    |                    |                    |                    |
| 1996      | 4                  | 3                  | 1                  |                    |                    |                    |                    | 4                  |                    |                    |                    |                    |                    |                    |                    |                    |
| 2000      | 3                  | 2                  | 1                  | 1                  |                    |                    |                    | 2                  |                    |                    |                    |                    |                    |                    |                    |                    |
| 2004      | 2                  | 1                  | 1                  |                    |                    |                    |                    | 2                  |                    |                    |                    |                    |                    |                    |                    |                    |
| 2008      | 3                  | 1                  | 2                  |                    |                    |                    |                    | 2                  |                    |                    | 1                  |                    |                    |                    |                    |                    |
| 2012      | 5                  | 3                  | 2                  |                    |                    |                    | 1                  | 2                  |                    |                    | 2                  |                    |                    |                    |                    |                    |
| 2016      | 4                  | 4                  | 0                  |                    | 1                  |                    | 1                  |                    | 1                  |                    | 1                  |                    |                    |                    |                    |                    |
| 2020      | 3                  | 3                  | 0                  |                    |                    |                    | 1                  |                    | 1                  |                    | 1                  |                    |                    |                    |                    |                    |
| 2024      | 6                  | 2                  | 4                  |                    |                    | 1                  | 1                  | 1                  |                    | 2                  | 1                  |                    |                    |                    |                    |                    |
| Gesamt    | Gesamt             | Gesamt             | Gesamt             | Gesamt             | Gesamt             | Gesamt             | Gesamt             | Gesamt             | Gesamt             | Gesamt             | Gesamt             | 0                  | 0                  | 0                  | 0                  |                    |

### Winterspiele
| Jahr      | Athleten           | Athleten           | Athleten           | Sportarten         | Medaillen          | Medaillen          | Medaillen          | Medaillen          | Medaillen          |
| Jahr      | Gesamt             |                    |                    | Sportarten         |                    |                    |                    | Medaillen – Gesamt | Rang               |
| --------- | ------------------ | ------------------ | ------------------ | ------------------ | ------------------ | ------------------ | ------------------ | ------------------ | ------------------ |
| 1924–2022 | nicht teilgenommen | nicht teilgenommen | nicht teilgenommen | nicht teilgenommen | nicht teilgenommen | nicht teilgenommen | nicht teilgenommen | nicht teilgenommen | nicht teilgenommen |
| Gesamt    | Gesamt             | Gesamt             | Gesamt             | Gesamt             | 0                  | 0                  | 0                  | 0                  | -                  |

### Jugend-Sommerspiele
| Jahr   | Athleten | Athleten | Athleten | Sportarten | Sportarten | Sportarten | Sportarten | Sportarten | Medaillen | Medaillen | Medaillen | Medaillen          | Rang |
| Jahr   | Gesamt   |          |          |            |            |            |            |            |           |           |           | Medaillen – Gesamt | Rang |
| ------ | -------- | -------- | -------- | ---------- | ---------- | ---------- | ---------- | ---------- | --------- | --------- | --------- | ------------------ | ---- |
| 2010   | 22       | 18       | 4        | 4          |            | 18         |            |            |           |           |           |                    |      |
| 2014   | 21       | 19       | 2        |            | 2          | 18         |            | 1          |           |           |           |                    |      |
| 2018   | 21       | 10       | 11       |            | 2          |            | 18         | 1          |           |           |           |                    |      |
| Gesamt | Gesamt   | Gesamt   | Gesamt   | Gesamt     | Gesamt     | Gesamt     | Gesamt     | Gesamt     | 0         | 0         | 0         | 0                  |      |

### Jugend-Winterspiele
| Jahr      | Athleten           | Athleten           | Athleten           | Flaggenträger      | Sportarten         | Medaillen          | Medaillen          | Medaillen          | Medaillen          | Medaillen          |
| Jahr      | Gesamt             | m                  | w                  | Flaggenträger      | Sportarten         |                    |                    |                    | Gesamt             | Rang               |
| --------- | ------------------ | ------------------ | ------------------ | ------------------ | ------------------ | ------------------ | ------------------ | ------------------ | ------------------ | ------------------ |
| 2012–2024 | nicht teilgenommen | nicht teilgenommen | nicht teilgenommen | nicht teilgenommen | nicht teilgenommen | nicht teilgenommen | nicht teilgenommen | nicht teilgenommen | nicht teilgenommen | nicht teilgenommen |
| Gesamt    | Gesamt             | Gesamt             | Gesamt             | Gesamt             | Gesamt             | 0                  | 0                  | 0                  | 0                  | -                  |

## Medaillengewinner

### Goldmedaillen
Bislang (Stand 2024) keine Goldmedaille

### Silbermedaillen
Bislang (Stand 2024) keine Silbermedaille

### Bronzemedaillen
Bislang (Stand 2024) keine Bronzemedaille